# Alibi
«Alibi» — песня нидерландской певицы Севдализа, бразильского дрэг-квин-исполнителя Паблло Виттара и французской исполнительницы Yseult. Композиция вышла 28 июня 2024 года на лейбле Twisted Elegance.
В нём представлены семплы песни колумбийской певицы Тото ла Момпосины «Rosa», популярной во время карнавала в Барранкилье, а также версия оригинальной кубинской песни «Rosa, qué linda eres», впервые записанной секстетом Хабанеро Годинесом в 1918 году и популяризированной колумбийским художником Маджином Диасом.
«Alibi» достиг 16-го места в Billboard Global 200 и попал в топ-10 в Бразилии, Греции, Венгрии, Латвии, Литве, Люксембурге, Польше, Румынии и Швейцарии. В Соединённых Штатах песня дебютировала на 95-м месте в Billboard Hot 100, благодаря чему все три исполнителя впервые попали в этот чарт. Виттар стал вторым дрэг-квин, попавшим в Hot 100 после RuPaul.

## Реакция
Ещё до своего выхода песня стала популярной во всем мире на TikTok, собрав более миллиона просмотров в приложении до 28 июня. Джош Шарп из BroadwayWorld расценил песню как «страстное и эмоциональное продолжение» мастерства Севдализы в «исследовании божественной женской энергии», усиленное «общим опытом всех трех артистов». В «чувственном и гипнотическом» треке сочетаются «звуки бейл-фанка и реггетона». Менее чем за три недели количество просмотров песни на Spotify превысило 35 миллионов.

## Чарты
| Чарт (2024)                              | Высшая позиция |
| ---------------------------------------- | -------------- |
| Австрия (Ö3 Austria Top 40)              | 14             |
| Бельгия/Валлония (Ultratop 50)           | 31             |
| Brazil (Brasil Hot 100)                  | 5              |
| Канада (Billboard Canadian Hot 100)      | 51             |
| Чехия (Singles Digitál Top 100)          | 7              |
| France (SNEP)                            | 13             |
| Германия (GfK)                           | 20             |
| Мир (Billboard Global 200)               | 15             |
| Greece International (IFPI)              | 2              |
| Венгрия (Single Top 40)                  | 6              |
| Ирландия (IRMA)                          | 44             |
| Italy (FIMI)                             | 45             |
| Latvia (LAIPA)                           | 8              |
| Lithuania (AGATA)                        | 9              |
| Luxembourg (Billboard)                   | 5              |
| Malaysia (Billboard)                     | 12             |
| MENA (IFPI)                              | 14             |
| Нидерланды (Single Top 100)              | 56             |
| New Zealand Hot Singles (RMNZ)           | 12             |
| Philippines (Philippines Hot 100)        | 83             |
| Poland (Polish Streaming Top 100)        | 9              |
| Португалия (AFP)                         | 1              |
| Romania (Billboard)                      | 4              |
| Singapore (RIAS)                         | 14             |
| Словакия (Singles Digitál Top 100)       | 3              |
| Spain (PROMUSICAE)                       | 86             |
| Sweden Heatseeker (Sverigetopplistan)    | 1              |
| Швейцария (Schweizer Hitparade)          | 3              |
| UAE (IFPI)                               | 14             |
| Великобритания (UK Singles Chart)        | 60             |
| Великобритания (UK Indie Chart)          | 9              |
| США (Billboard Hot 100)                  | 95             |
| США World Digital Song Sales (Billboard) | 3              |

| Чарт (2024)                          | Высшая позиция |
| ------------------------------------ | -------------- |
| Brazil Streaming (Pro-Música Brasil) | 7              |